# Xfire
Xfire war ein kostenloser Instant-Messaging-Dienst zur Kommunikation zwischen Computerspielern für Microsoft Windows. Der Dienst startete 2003 und wurde am 12. Juni 2015 eingestellt.
Hauptmerkmal des Xfire-Clients war die Möglichkeit, das derzeit vom Anwender gespielte Spiel zu ermitteln und dies den Kontakten als entsprechenden Status anzuzeigen. So konnte mittels Overlay-Technik aus dem laufenden Spiel heraus mit Kontakten kommuniziert werden, ohne dazu das üblicherweise im Vollbildmodus laufende Spiel unterbrechen zu müssen. Zu den weiteren Funktionen gehörte ein integrierter Browser für Spielserver, eine Videoaufnahme- und Live-Streaming-Funktion sowie ein eingebauter Webbrowser.
Viele der erstmals durch Xfire verfügbaren Funktionen sind heute standardmäßig in Computerspiel-Netzwerk-Clients wie Steam, Origin, Epic Games Store, Uplay und GOG Galaxy enthalten.

## Funktionen
Indem Xfire ständig auf dem PC des Anwenders laufende Prozesse analysierte, konnte das Programm das gerade aktive Spiel ermitteln und diese Information zum Xfire-Server übertragen. Dabei wurden je nach Spiel zusätzliche Daten übermittelt, wie der gerade verwendete Spielserver, das dort gespielte Level und die Anzahl der Spieler auf dem Server. Xfire stellte diese Informationen wahlweise der eigenen Kontaktliste oder allen Benutzern zur Verfügung, sodass ein befreundeter Spieler jederzeit dem jeweiligen Server beitreten konnte. Xfire zeichnete darüber hinaus die Zeit auf, die ein Benutzer in jedem Spiel verbrachte. Xfire unterstützte über 2300 Spiele.
Über ein Overlay-Menü konnte der Xfire-Client aus jedem unterstützten Spiel heraus verwendet werden. Dies erlaubte insbesondere die Kommunikation mit Mitspielern und auch Kontakten, die ein anderes Spiel spielen, ohne dabei, wie es vorher für andere Instant-Messenger-Clients nötig war, das Spiel minimieren oder schließen zu müssen. Ebenfalls unterstützt wurden Gruppenchats und Sprachchats. Über Anbindungen an Messenger-Dienste von Yahoo!, AIM, MSN und Google Chat war auch dienstübergreifende Kommunikation aus dem Spiel heraus möglich. Bildschirmfotos und Videos konnten über Tastenkombinationen direkt im Spiel aufgenommen und anschließend auf der Xfire-Profilseite veröffentlicht werden. Später unterstützte Xfire auch das Hochladen von Videos zu YouTube und die Live-Übertragung des eigenen Bildschirms während des Spielens auf Streaming-Plattformen wie Twitch.
Der Xfire-Client stellte auch Downloads zur Verfügung. So konnten beispielsweise Spielaktualisierungen für unterstützte Spiele direkt über den Xfire-Client heruntergeladen und installiert werden. Die Übertragung erfolgte nach dem Peer-to-Peer-Prinzip und erlaubte so vergleichsweise hohe Übertragungsgeschwindigkeiten. Eine entsprechende Begrenzung der eigenen Download-Upload-Aktivität konnte abhängig vom eigenen Spielstatus eingestellt werden, sodass die Bandbreite während des Spielens nicht eingeschränkt wurde. Neben Spielaktualisierungen standen auch Filme und Videos mit Computerspiel- und E-Sport-Bezug sowie Demoversionen von Spielen zum Download bereit.
Der Messenger war offiziell nur für Microsoft Windows verfügbar. Es existierten jedoch inoffizielle Anwendungen für Mac OS, iOS und Android. Zusätzlich waren Plug-ins für Pidgin, Miranda IM, Miranda NG, Adium und Trillian verfügbar.

## Geschichte
Xfire, Inc. wurde 2002 von Dennis Fong, Mike Cassidy, Max Woon und David Lawee zunächst unter dem Namen Ultimate Arena gegründet. Auf der gleichnamigen Website wurden Online-Turniere in Computerspielen mit Teilnahmegebühr und Preisgeldern abgehalten, der erhoffte Erfolg blieb allerdings aus. Nachdem der Xfire-Client das erfolgreichere Produkt der Firma wurde, erfolgte eine entsprechende Umbenennung des Unternehmens.
Ende April 2006 wurde Xfire für 102 Millionen US-Dollar an Viacom verkauft. Der neue Besitzer, zu dem unter anderem auch der TV-Sender MTV gehörte, wollte damit seinen digitalen Geschäftszweig, insbesondere im wachsenden Online-Gaming-Markt, ausbauen. Am 2. August 2010 wurde Xfire von Titan Gaming übernommen, zu einem nicht genannten Kaufpreis. Dabei verließ ein Großteil der ursprünglichen Entwickler das Team.
Am 12. Juni 2015 wurden die Xfire-Client-Dienste eingestellt. Die Ankündigung erfolgte nur zwei Tage im Voraus. Auf der Website konnten Benutzer ihre hochgeladenen Bilder und Videos noch für einige Tage herunterladen. Am 6. Juli 2015 wurde dann auch diese offline genommen und die Nutzerdaten in der Folge gelöscht.

## Rezeption
Der Dienst verzeichnete nach acht Monaten bereits über eine Million registrierte Benutzer aus über 100 Ländern. 2007 wurde die Marke von 7 Millionen Nutzern erreicht. Über die gesamte Lebensdauer des Dienstes registrierten sich über 24 Millionen Benutzer bei Xfire.
Computer Games Magazine zeichnete Xfire 2006 mit dem Preis für das Beste Hilfsprogramm („Best Utility“) aus.